# Stenothyra arabica
Stenothyra arabica is een slakkensoort uit de familie van de Stenothyridae. De wetenschappelijke naam van de soort is voor het eerst geldig gepubliceerd in 1998 door Neubert.